# Villa Mittag-Leffler

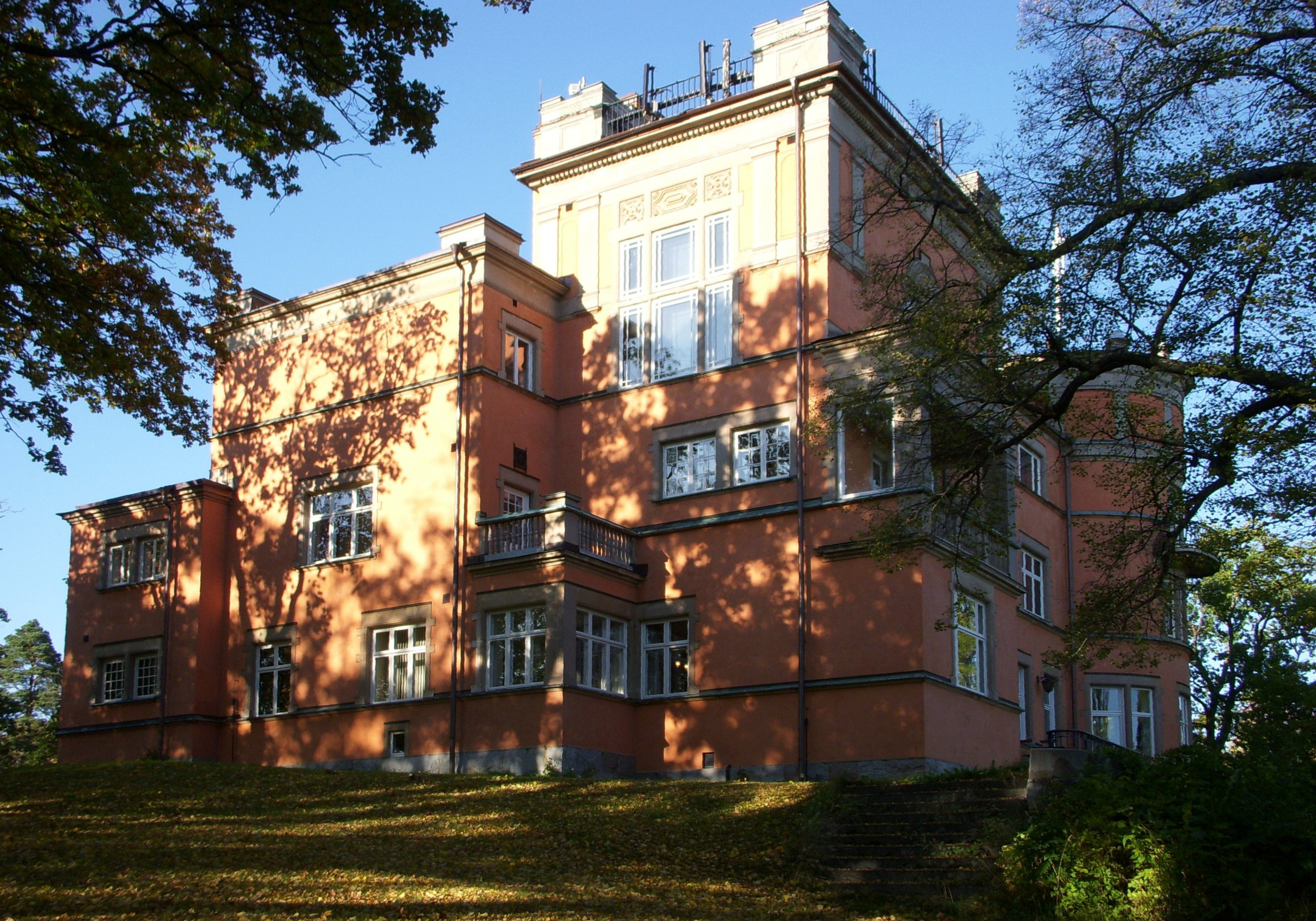
Villa Mittag-Leffler i oktober 2008.

Villa Mittag-Leffler är en större villa i kommundelen Djursholm i Danderyds kommun, med gatuadress Auravägen 19. Den nuvarande slottsliknande villan är ombyggd flera gånger och tre arkitekter var engagerade i husets tillkomst: Rudolf Arborelius, Carl Westman och Ferdinand Boberg.

## Byggnadsbeskrivning

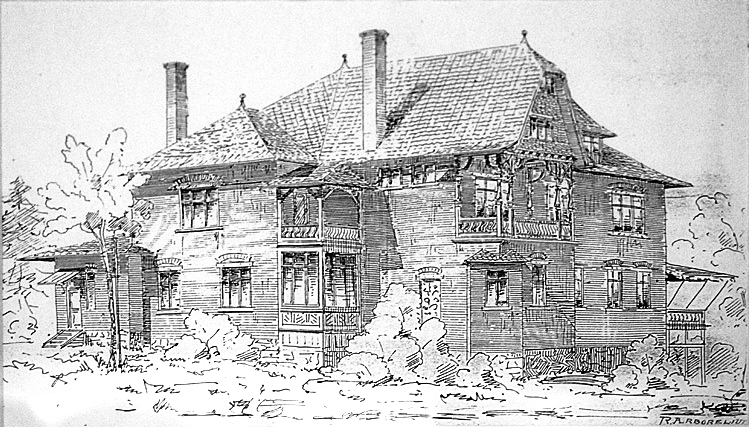
Prespektivskiss av Rudolf Arborelius.

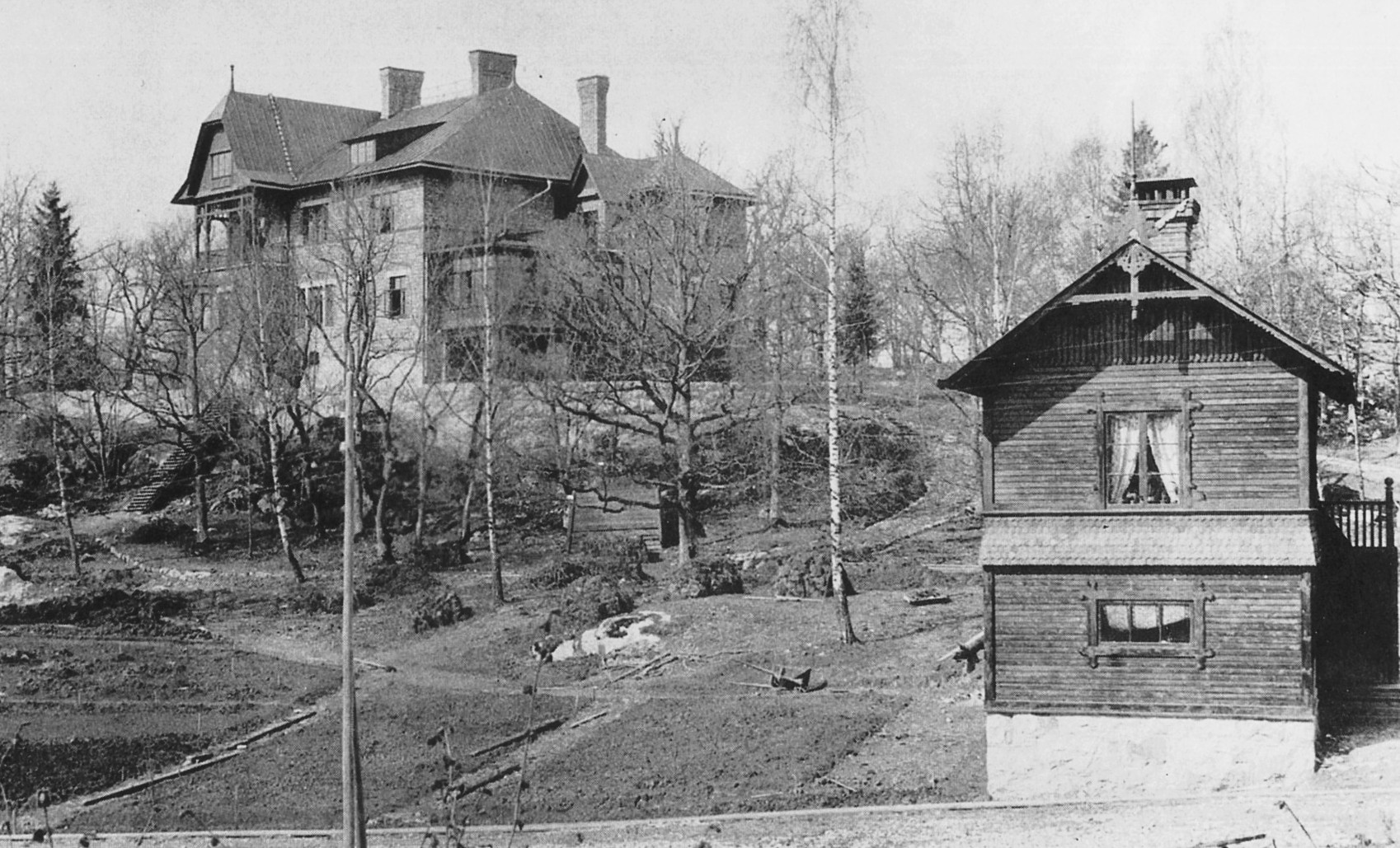
Den ursprungliga villan 1892 med grindstugan.

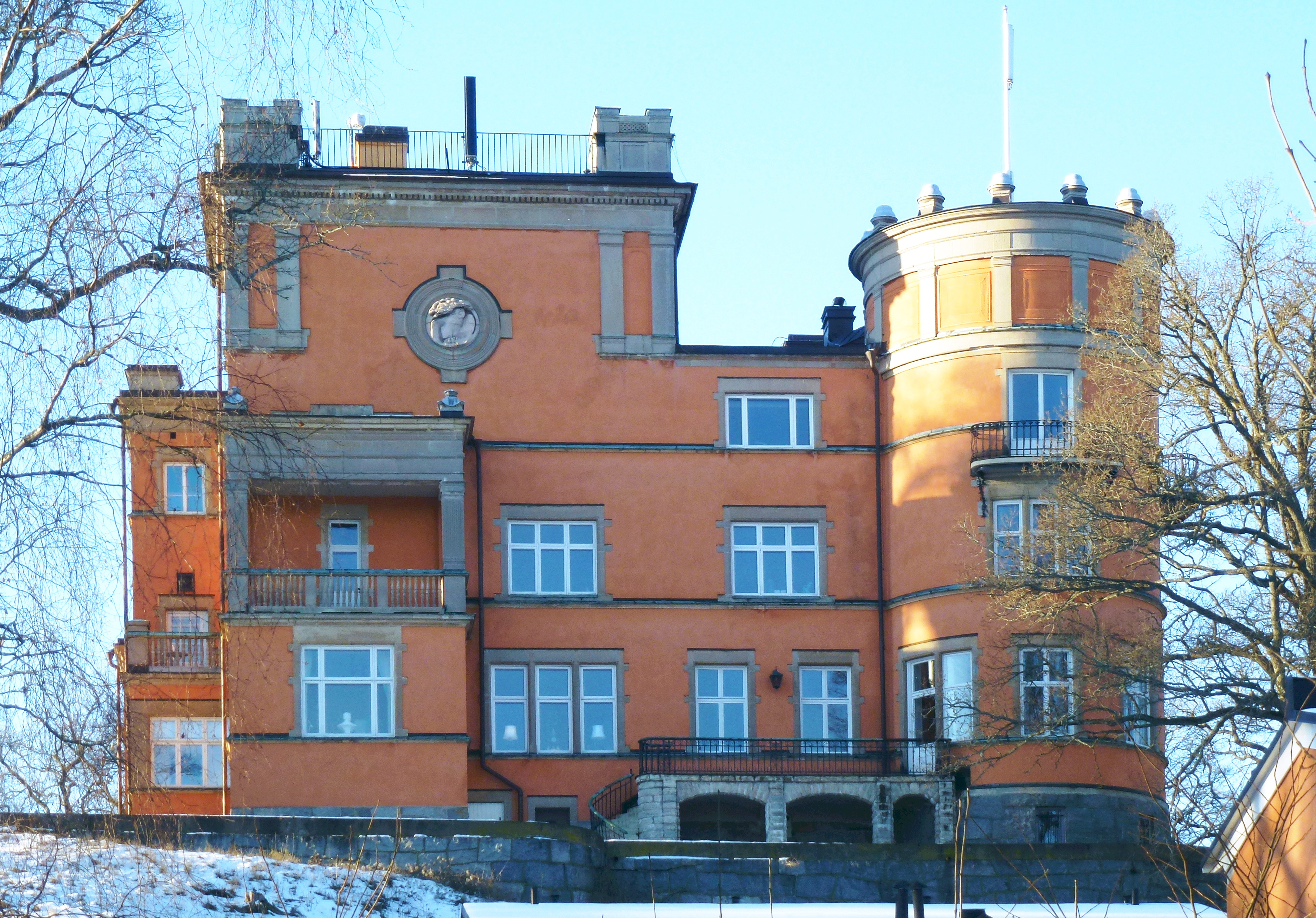
Fasad mot sydost, 2014.

Villan ritades ursprungligen av arkitekt Rudolf Arborelius för matematikprofessorn Gösta Mittag-Leffler. När Djursholm blev villastad år 1889 var Gösta Mittag-Leffler en av de första att köpa sig en tomt. Av den första villan som uppfördes 1890 återstår endast delar av grundmurarna. I slutet av 1890-talet fick Arborelius i uppdrag att rita en tillbyggnad. I denna tillkom ett torn och spånutsmyckningen ersattes av natursten.
Under arkitekt Carl Westman utfördes en andra ombyggnad 1903 då västfasaden byggdes om, och en terrass tillkom och en stor granittrappa flyttades. År 1906 kom ytterligare en om- och påbyggnad efter Ferdinand Bobergs ritningar där även det ursprungligen konformiga torntaket fick sitt nuvarande utseende. Villan på den 27 550 m² stora tomten är en borgliknande byggnad med tinnar, torn och tydlig inspiration av nybarock. Fasaderna går i varmockra, och detaljer som fönsterinramningar, pilastrar och socklar är utförda i ljusgrå sten.
Målaren Carl Larsson skrev i Stockholms Dagblad den 15 februari 1891 om Mittag-Lefflers villa: ”Så där borde alla vetenskapsman bo – skriftställare också naturligtvis. Tänk att sitta däruppe i stora arbetsrummet med ett rikt bibliotek och skåda över land och vatten av fagraste slag.” 

## Husherren
Gösta Mittag-Leffler hade gift sig med den välbärgade Signe Lindfors. Han levde som en mäktig storman i sin slottsliknande villa där han ofta bjöd till fest och där han samlade ett stort matematiskt bibliotek. Mittag-Leffler dog år 1927. Hans stora förmögenhet gick till spillo i Kreugerkraschen år 1932 eftersom den största delen var investerad i aktier.
Makarna Mittag-Leffler testamenterade alla tillgångar till en stiftelse och idag inrymmer villan Institut Mittag-Leffler, som är ett betydelsefullt internationellt centrum för matematisk forskning.

## Interiörbilder
I oktober 1904 hade veckotidningen Idun ett "hemma hos" reportage i Gösta Mittag-Lefflers villa, titel: "Ett lärdomshem i Djursholm". Följande interiörbilder publicerades i artikeln.

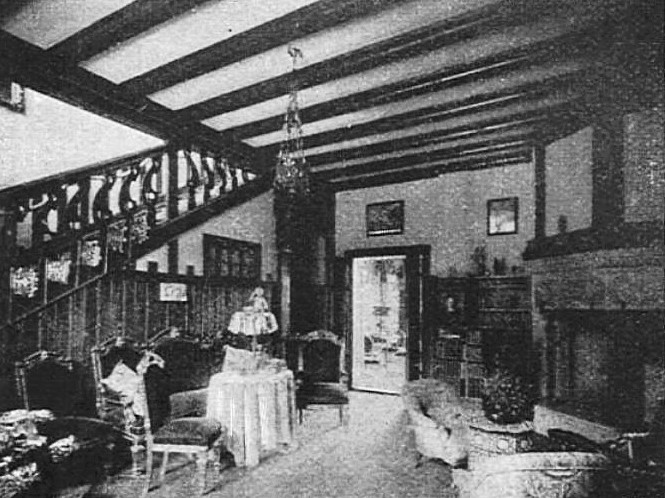
Nedre hallen
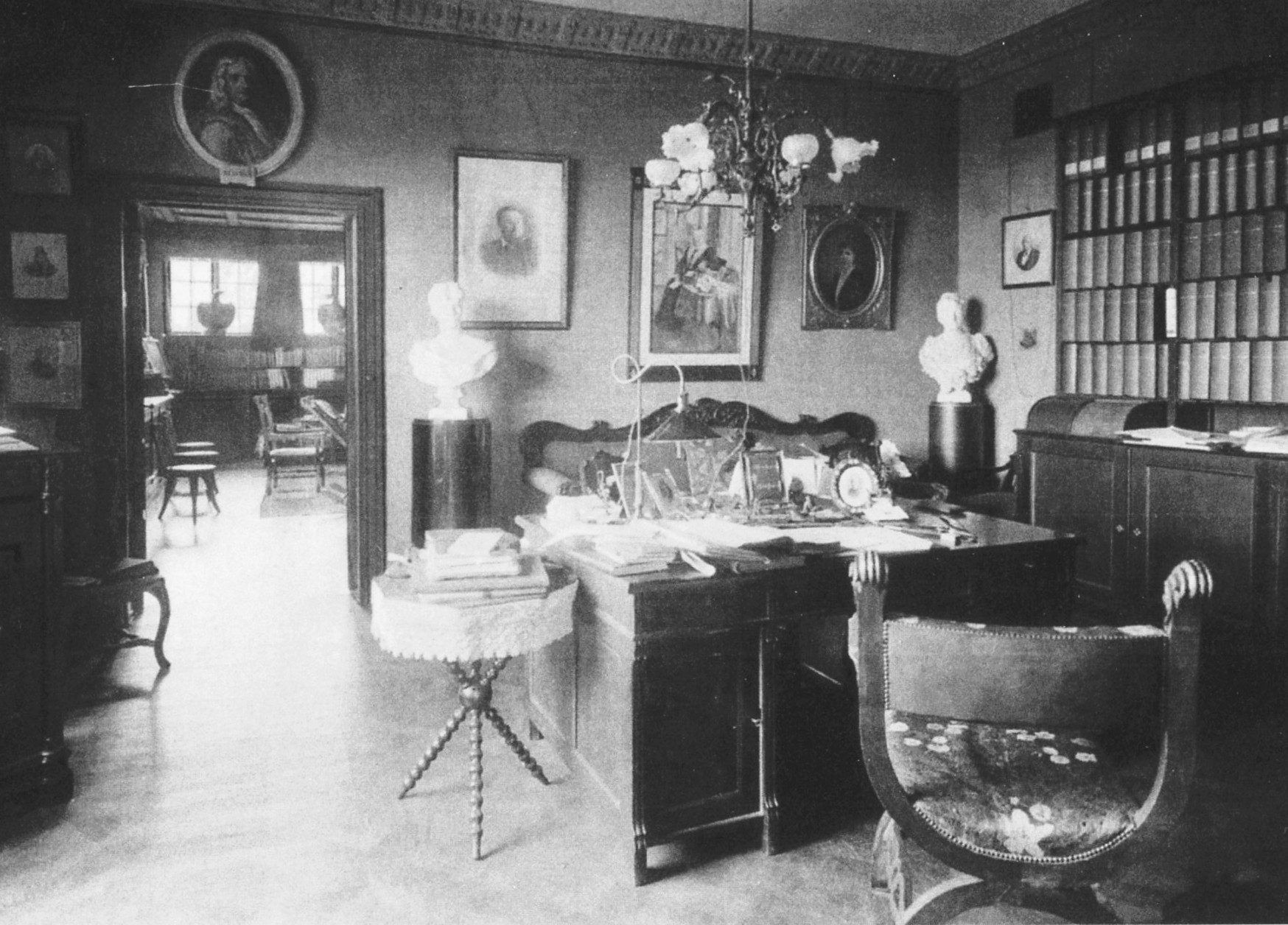
Arbetsrummet
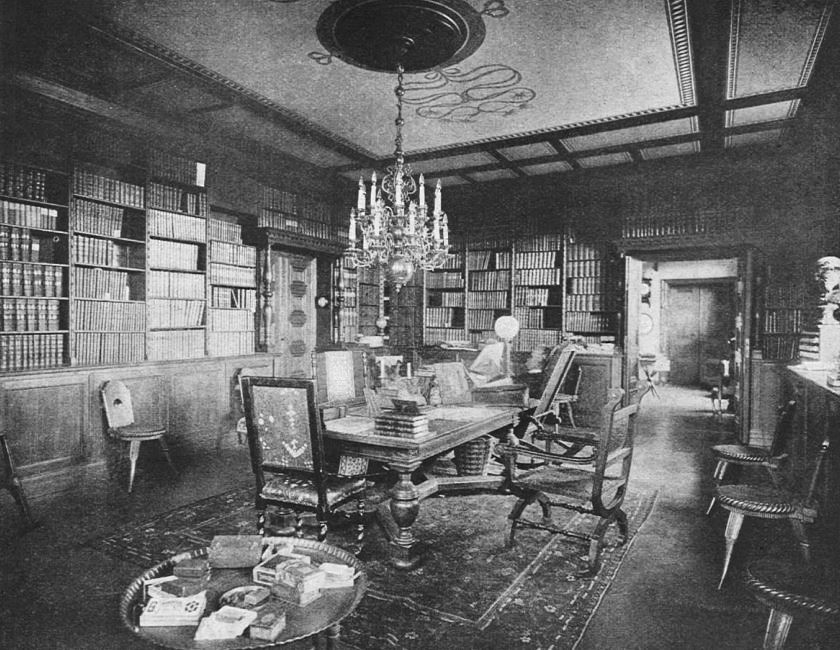
Biblioteket
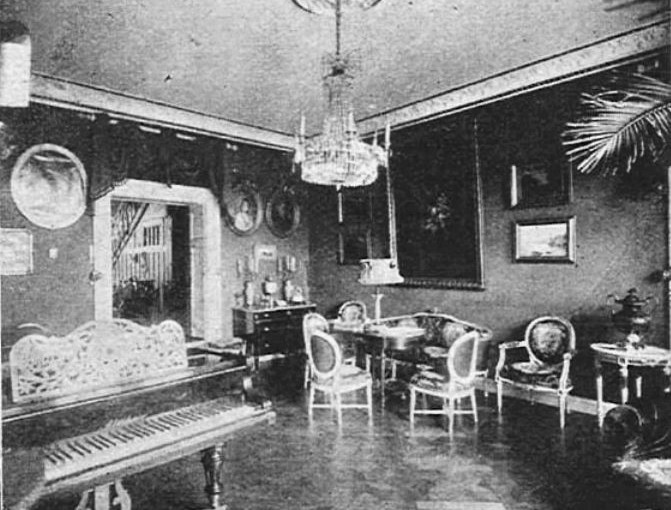
Salongen
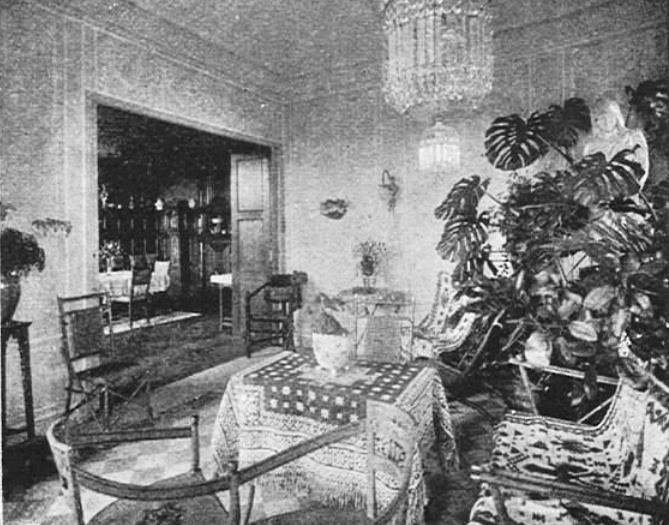
Vinterträdgården